# Leo Cooper (editora)
A Leo Cooper Ltd foi fundada em 1968 por Leonard Cooper (25 de março de 1934 - 29 de novembro de 2013), que trabalhara para várias editoras antes de fundar esta que seria sua própria editora independente.
Leo foi educado no Radley College, onde assumiu o comando da banda militar e se destacou nos campos de rugby e críquete. Ele foi jogou críquete pelos alunos de Yorkshire; mais tarde na vida, ele acertou Denis Compton por seis com tal vigor que derrubou um espectador sentado em uma cadeira de rodas em um lago próximo.
Seu negócio editorial baseava-se em obras monumentais, como os oito volumes de Lord Anglesey, History of the British Cavalry (1973-95) e a série Famous Regiments. Ele estava sempre atento ao que George Orwell chamou de "história não-oficial", como Little Resistance (1982), de Antonia Hunt, a extraordinária história das experiências de uma estudante inglesa na França ocupada pelos alemães.
Em 1970, a Leo Cooper Ltd fundiu-se com a empresa de longa data Seeley, Service, que por sua vez foi comprada por Frederick Warne em 1979, depois que a empresa entrou em liquidação judicial e, em 1982, mudou-se para o mais feliz guarda-chuva da Secker & Warburg, então parte do Grupo Heinemann. Em 1990, a empresa foi vendida para o Barnsley Chronicle e renomeada como Pen & Sword Books.

## Vida pessoal
Cooper casou-se com a autora Jilly em 1961, após o fim de seu primeiro casamento com Diana, filha de seu ex-chefe de casa. O casal se conhecia desde 1945 (quando Jilly Sallitt tinha cerca de oito anos), embora não tenham se casado até ela ter 24 anos e ele 27. Na década de 1980, o casal trocou Putney, em Londres, por The Chantry, uma antiga mansão em Gloucestershire. O casal não pôde ter filhos naturalmente, então adotou dois filhos. Eles também tiveram cinco netos. Em 1990, a editora Sarah Johnson revelou publicamente que vinha tendo um caso com Cooper há seis anos. Cooper e sua esposa se separaram após esta revelação, mas eventualmente se reconciliaram.
Ele foi diagnosticado com doença de Parkinson em 2001.
Seu livro de memórias, All My Friends Will Buy It (Spellmount Publishers), foi publicado em 2005.
Cooper morreu em 2013.